# 安徽省金寨第一中学
安徽省金寨第一中学簡稱金寨一中，是中華人民共和國安徽省六安市金寨縣的一所公辦高中，也是安徽省级示范高中，始建於1939年，當時名為安徽省第一临时中学。2001年8月，學校与金寨师范合并，並設立东西两个校区。2014年9月，學校又搬迁至金寨县现代产业园区的新校区。新校区占地300亩，总建筑面积12万平方米。

## 外部連結
- 官方网站